# Pionnat
Pionnat ist eine französische Gemeinde im Département Creuse in der Region Nouvelle-Aquitaine. Sie gehört zum Arrondissement Aubusson und zum Kanton Gouzon.  Die Bewohner nennen sich Pionnatois oder Pionnatoises.

## Geografie und Infrastruktur
Die Gemeinde grenzt im Nordwesten und im Norden an Ajain, im Nordosten an Ladapeyre, im Osten an Jarnages und Vigeville, im Südosten an Cressat, im Süden an Ahun, im Südwesten an Mazeirat und im Westen an Saint-Laurent.
Die Creuse tangiert Pionnat im Süden. Eine Eisenbahnlinie überquert den Fluss auf einem Viadukt. Der nächste Bahnhof befindet sich unweit der Gemeindegrenze in Ahun. Die Route nationale 145, vereinigt mit der Europastraße 62, durchquert Pionnat im Norden. Die nächsten Verbindungen zu dieser Schnellstraße befinden sich in Jarnages und Ajain.

## Bevölkerungsentwicklung
| Jahr      | 1962 | 1968 | 1975 | 1982 | 1990 | 1999 | 2004 | 2006 | 2009 | 2018 |
| --------- | ---- | ---- | ---- | ---- | ---- | ---- | ---- | ---- | ---- | ---- |
| Einwohner | 961  | 847  | 741  | 726  | 682  | 744  | 764  | 756  | 762  | 748  |

## Sehenswürdigkeiten
- Dolmen Pierre Fade von Ménardeix
- Eisenbahnviadukt über die Creuse im Süden der Gemeindegemarkung, seit 1975 als Monument historique anerkannt
- Oppidum de Châteauvieux, seit 1984 ein Monument historique
- Abbaye des Ternes, seit 1981 ein Monument historique

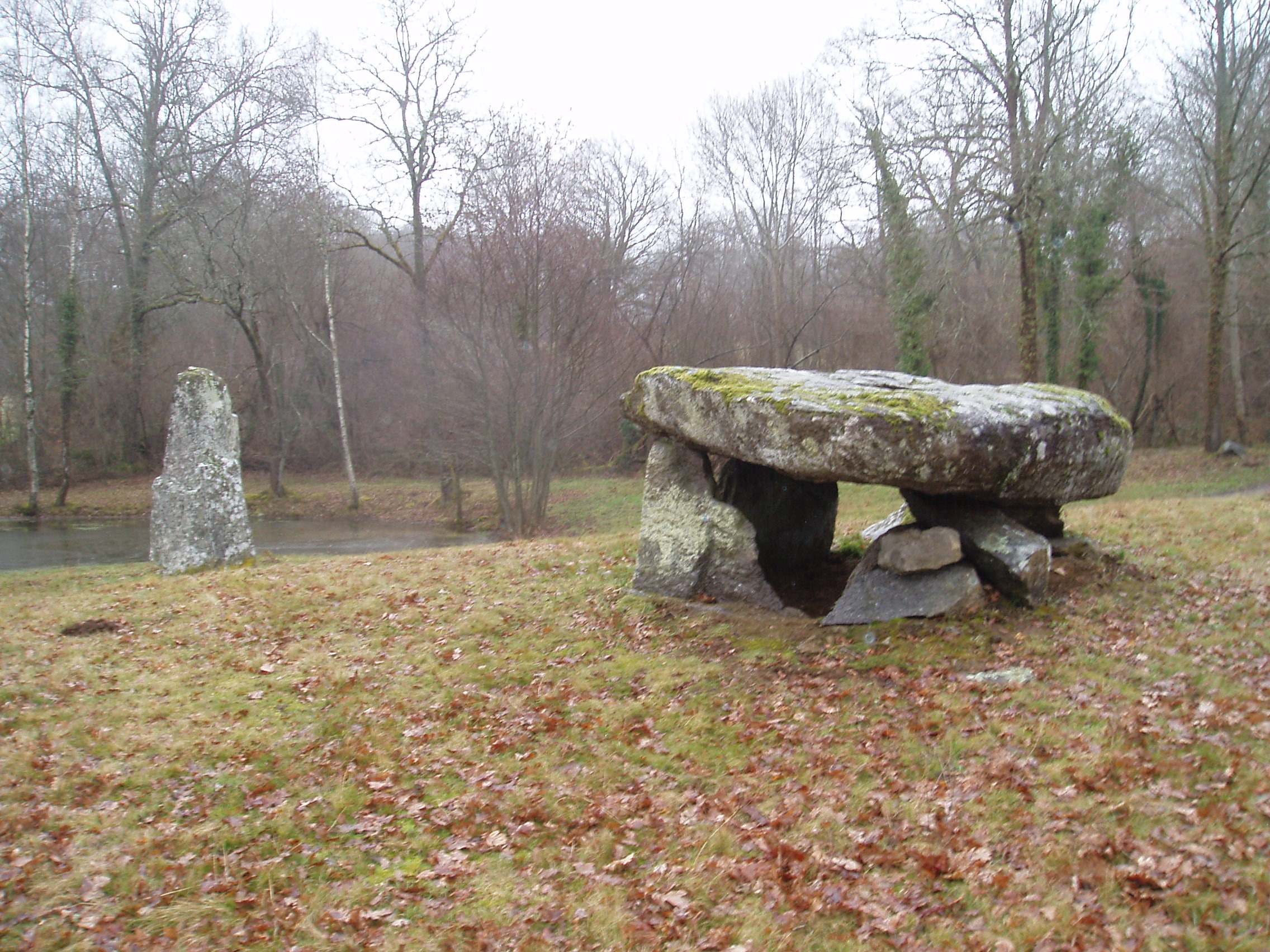
Menhir und Dolmen von Ménardeix
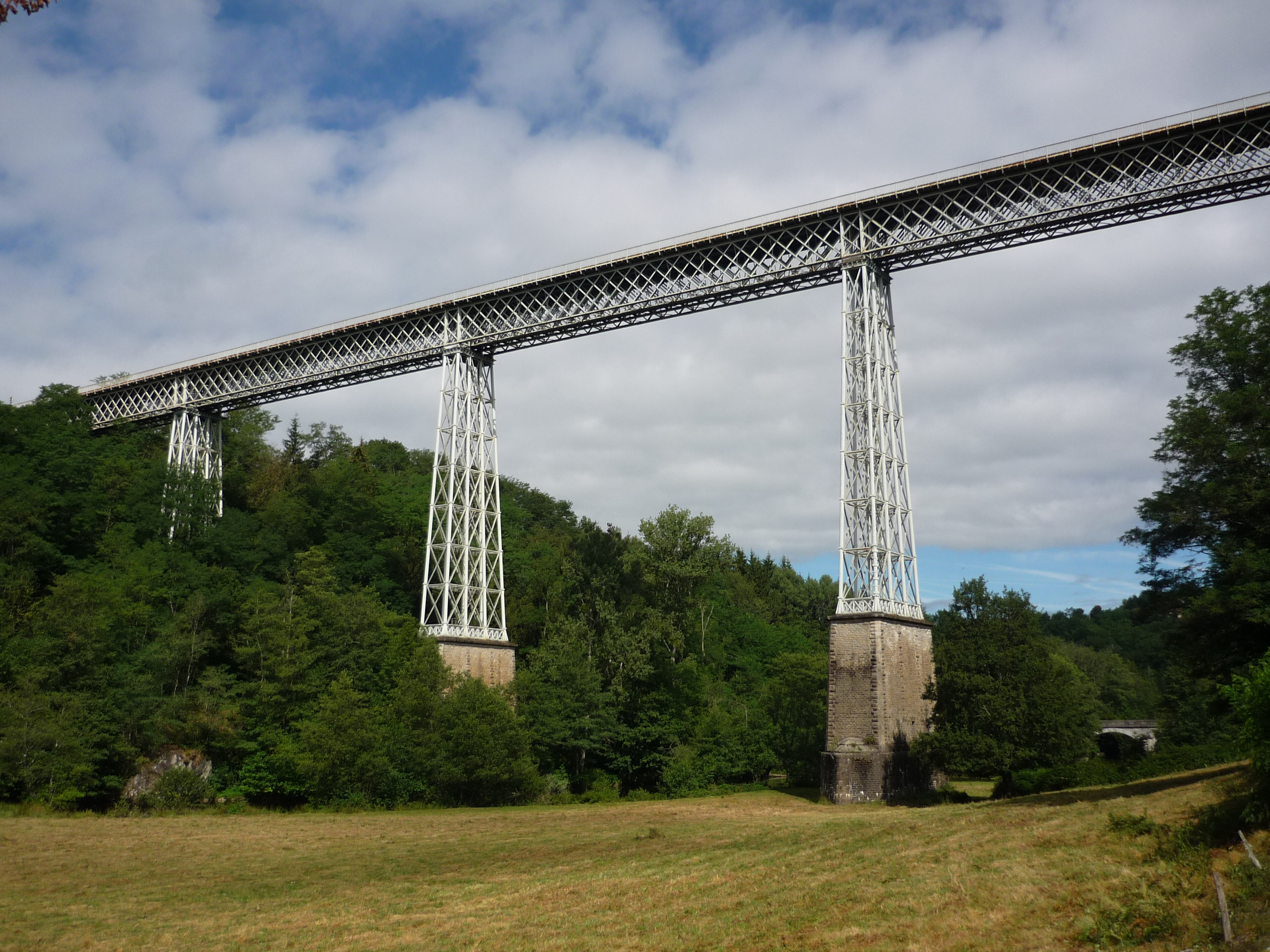
Eisenbahnviadukt über die Creuse
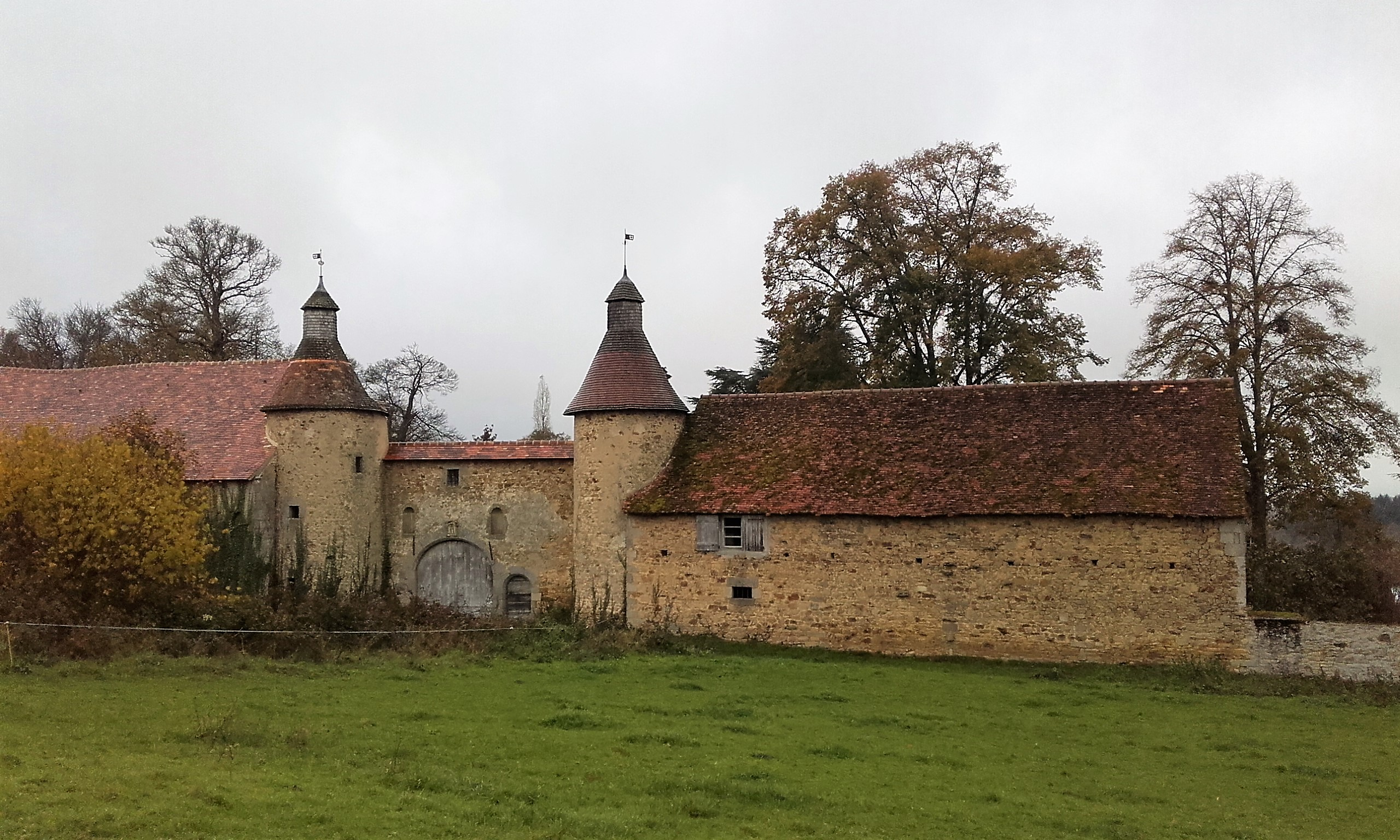
Abbaye des Ternes, ehemaliges Cölestiner-Kloster (1338–1779)